# Believe (álbum de Orianthi)
Believe é o segundo álbum de estúdio da guitarrista australiana Orianthi e o seu primeiro álbum gravado por uma grande editora. Foi lançado a 26 de Outubro de 2009 pela Geffen Records. O lançamento do álbum foi adiado pela Geffen, para coincidir com a colectânea This Is It de Michael Jackson, como resultado da publicidade gerada a partir de sua aparição no filme This Is It. O álbum atingiu o número 125 na Billboard 200.
A música "Believe" que dá o título ao álbum, é um cover da música de Niels Brinck  "Believe Again", mais conhecida como a música da Dinamarca para o Festival Eurovisão da Canção 2009.

## Músicas
(Catalogue: 2724713)
1. "According To You" (Steve Diamond, Andrew Frampton) - 3:20
2. "Suffocated" (Sound the Alarm cover) - 3:03
3. "Bad News" (Orianthi, Andreas Carlsson, Desmond Child) - 3:10
4. "Believe" (Lars Halvor Jensen, Martin M. Larsson, Ronan Keating) - 3:40
5. "Feels Like Home" (Orianthi, Anthony Mazza, Stefanie Ridel) - 4:16
6. "Think Like a Man" (Orianthi, Martin Birley, Dana Calitri, Nina Ossoff) - 3:36
7. "What's It Gonna Be" (Orianthi, Jimmy Messer) - 2:49
8. "Untogether" (Orianthi, Jodi Marr, Greg Wells) - 3:53
9. "Drive Away" (Orianthi) - 4:17
10. "Highly Strung" (Orianthi, Steve Vai) - 4:08
11. "God Only Knows" (Orianthi, David Bassett, Tommy Lee James, Stefanie Ridel) - 3:55

## Relançamento (Believe II)
1. "Shut Up and Kiss Me"   Orianthi, Steve Diamond, Andrew Frampton   3:16
2. "Courage" (featuring Lacey of Flyleaf (The Strange Familiar cover)) Orianthi, K. Leyden, J. Andrea, H. Benson   3:39
3. "Missing You" (John Waite cover) John Waite, Mark Leonard, Chas Sandford   3:42
4. "Addicted to Love"   Orianthi, RedOne, A. Beaton RedOne 3:42
5. "Sunshine of Your Love" (Cream cover) Jack Bruce, Pete Brown, Eric Clapton   4:00
6. "According To You" (Jason Sangerman Remix) Steve Diamond, Andrew Frampton   3:40
7. "Sunshine of Your Love" (Juke Mix) Jack Bruce, Pete Brown, Eric Clapton

Lançado: 8, Junho, 2010

## Singles
- "According to You" é o primeiro single do álbum. O videoclipe do single foi dirigido por Nicole Ehrlich. A canção tornou-se um hit de rádio e sucesso comercial na Austrália, atingindo o número 8 no ARIA Charts.

## Tabelas de vendas
| Chart (2009)                 | Peak position |
| ---------------------------- | ------------- |
| Australian ARIA Albums Chart | 88            |
| U.S. Billboard 200           | 121           |

## Lançamentos
| Região    | Data                  | Formato              | Etiqueta        |
| --------- | --------------------- | -------------------- | --------------- |
| E.U.A.    | 26 de Outubro de 2009 | CD, digital download | Geffen          |
| Austrália | 6 de Novembro de 2009 | CD, digital download | Universal Music |
| Canadá    | 8 de Dezembro de 2009 | CD, digital download | Universal Music |